# Gnaphalopoda leptopoda
Gnaphalopoda leptopoda är en skalbaggsart som beskrevs av Xavier Montrouzier 1860. Gnaphalopoda leptopoda ingår i släktet Gnaphalopoda och familjen Melolonthidae. Inga underarter finns listade i Catalogue of Life.